# Фосилни находки на австралийски бозайници (Ривърсли/Наракорт)
Фосилни находки на австралийски бозайници (Ривърсли/Наракорт) (на английски: Australian Fossil Mammal Sites (Riversleigh / Naracoorte)) е обект на световното наследство в Австралия.
Включва 7 отделни защитени територии с обща площ 103 квадратни километра, разположени в двата срещуположни края на страната – в Ривърсли, северозападен Куинсланд, и в Наракорт, югоизточна Южна Австралия. В тях са запазени богати фосилни находки, документиращи еволюцията на специфичната фауна на Австралия – в Ривърсли от олигоцена до миоцена, на възраст 10 – 30 милиона години, а тези в Наракорт – от ледниковите периоди в средния плейстоцен (преди 530 хиляди години) до наши дни.